# Arantza
Arantza (en basc, en castellà no oficial Aranaz) és un municipi de la província de Navarra, a la comarca de Bortziri, dins la merindad de Pamplona.